# まっすぐにいこう。
『まっすぐにいこう。』は、きらによる日本の漫画作品。また、それを原作としたテレビアニメ。1991年、『ザ マーガレット』（集英社）に発表された作者のデビュー作品。『別冊マーガレット』（集英社）で1993年12月号から2002年7月号まで連載。2002年から『コーラス』（集英社）で連載。2010年8月現在、同社のマーガレットコミックスより単行本既刊26巻、集英社文庫（コミック版）より文庫版既刊15巻。2000年に、第4回文化庁メディア芸術祭マンガ部門優秀賞を受賞した。

## 概要
1991年、『ザ マーガレット』（集英社）11月号に読み切り作品として掲載。当時、高校3年生だった作者のデビュー作。その後、同誌や『デラックスマーガレット』『別冊マーガレット』（同）に読み切り作品として掲載され、1993年11月、『別冊マーガレット』12月号から同誌で連載となった。2000年に、第4回文化庁メディア芸術祭マンガ部門優秀賞を受賞。2002年6月、『別冊マーガレット』7月号に掲載された後、『コーラス』（同）8月号から同誌での連載となった。
後継シリーズである『OH MY DOG! まっすぐにいこう。〜キキの場合〜』が『オフィスユー』（集英社クリエイティブ）にて2021年3月号より同年6月号まで連載された。

## ストーリー
マメタロウは若月家で飼われている雑種のオス犬。飼い主の郁ちゃん（若月郁子）が大好きで、恋人の秋吉純一に対してライバル心を抱いている。郁子や秋吉、その友達の直やたけしの周りに起きる出来事や、マメタロウの恋人はなことご近所の犬たちとの出来事を描いたストーリー。
当初、1号掲載分が1つのエピソードとなるが中盤辺りから1つのエピソードが大体コミックス1巻分の長さとなり、ドラマ性が強くなっていく。

## 登場キャラクター
- 「声」はテレビアニメの声優。

若月 郁子（わかつき いくこ）
声 - 折笠富美子
本作の主人公。マメタロウの飼い主の女子高生。心優しく争いごとを好まないが芯の強い性格。身長153cm、体重43kg。
秋吉に片想いをしていたがなかなか話し掛けられず、マメタロウに会話のチャンスを与えられ、現在恋人同士。マメタロウをとても大切にしており、犬に関する知識は豊富である。父親譲りの硬い髪質がコンプレックス。お菓子作りが得意で、その腕前は秋吉や直のリアクションを見るに、結構なものと思われる。真夜中にお菓子を作り味見をして、翌日に秋吉に渡す生活のせいで太ってしまったことがあるが、後に「失敗してしまっても、秋吉君は怒ったりしないよね?」と思い直し、真夜中のお菓子作りはしなくなった。また、マメタロウにお菓子のお裾分けをする際は秋吉にあげるものよりも一回り小さいチーズケーキを作るなど、ペットの肥満にも気を使っている。
秋吉の家庭の事情を知った際には、自分がこれまで何も知らず無神経な発言をしてしまったことを悔いて泣いた事もあった。
マメタロウ
声 - 吉野裕行
若月家の飼い犬。雑種で中型犬のオス。4歳（アニメでは3歳7か月）。体重10キロ。オレンジがかかった茶色の毛並みで耳の端が垂れている。花火の音とシャンプーが大嫌いで、お風呂に入った後は郁子がそばにいないとグレてしまうが、日頃から入浴しているおかげで、いつも全身サラサラの超清潔ボディーである。
飼い主の郁子が大好き。秋吉に対してライバル心を抱くものの2人のキューピッド役をした。自分が雑種である事を気にしている。
秋吉 純一（あきよし じゅんいち）
声 - 野島健児
郁子の恋人で同じ高校の同級生。テニス部所属。身長172cm。
色素の薄い髪と端整な顔立ちでモテる。同じクラスで同じくテニス部の伊集院たけしと仲が良い。郁子に片想いをしていたが、現在恋人同士。背が平均よりやや低いことを気にしている。実は養子で、2歳まで乳児院で育った経験があり、本当の親の事は知らない。今の両親に愛されて幸せに育てられた。ペット禁止のマンション（2階）に暮らしている。英検3級を持っている。「おはよう」ではなく、「うはよ」と言うのが口癖。1年の時は恵と同じクラスで、告白されたことがあるが、今は良い友達になっている。試験範囲を丸暗記できてしまうせいか、成績はいつも良いらしい。たけし曰く、応用ができない奴。
はなこ
声 - 小島幸子
若月家の近所で飼われているメスの紀州犬。体重16キロ。特技は体当たり。舌も結構大きい。真っ白な毛並みで器量良しの「べっぴんさん」だが、マメタロウよりも体が大きいのを気にしている。
明るくほんわかとした性格だが作中で数々の名言を残す。メロンパンが大好物。数々の新発見をするなど、観察力に優れているが、大抵は見間違いなど、不発に終わる。
伊集院 たけし（いじゅういん たけし）
声 - 鈴村健一
秋吉の唯一無二の親友。テニス部所属。早乙女直の恋人で2人のやりとりはまさにボケと突っ込み。
明るく楽しい事が好きだが他人を思いやる心は強い。過去のトラウマで犬が苦手。しかしお菓子のおっきいシリーズ（巨大ポッキー等）をきっかけに、はなことだけは仲良しになる。天然パーマが特徴。中学時代は、髪の毛のせいで、「ブロッコリー」と言うあだ名が付いていた。
早乙女 直（さおとめ なお）
声 - 下屋則子
郁子の唯一無二の親友でたけしの恋人。さらさらロングヘアーで長身・美脚・スタイル抜群・運動神経抜群で勝気な姐御肌。郁子の憧れの存在でもある。帰宅部。中学の時は、陸上部に所属していたが、つらくて仕方なかったため、高校では部活に入る気はさらさら無いらしい。郁子の悩みに対して的確な助言をする他、たけしと2人で郁子達の応援をしている。本人は「派手な顔立ち」だと気にしてはいるが、かなりの美人。怒ると毛先が蛇に変化する。
渡部 京介（わたべ きょうすけ）
声 - 森川智之
郁子たちと同じ街に暮らす高校3年生（のちに浪人生となる）。郁子と同じ中学の先輩。コンビニエンスストアでアルバイトをしながら勉強している。セバスチャンの飼い主。クールで皮肉屋だが犬に対しては優しい一面を見せる。大学に通う同い年の恋人がいる。人と話をしている最中に、自分に不都合な話題になると微妙に話題をずらす癖がある。基本的には、人の話を聞いていない。
小林 恵（こばやし めぐみ）
声 - 豊口めぐみ
郁子と同じクラスの同級生。気さくで社交的な性格。バスケ部所属。通称はこばちゃん。
高校1年生の時に秋吉と同じクラスで秋吉のことが好きだった。初めは郁子をかなり敵視していたが、後に良い友達になる。
昔、ハスキーブームにのって後先考えずに源を飼ってしまい、結局は手放さざるを得なくなったことをずっと気にし続けており、今でも犬を飼えないでいる。
北海道に嫁いだ、年の離れた姉の晃子がいる。
陣内 誠（じんない まこと）
郁子たちの同級生で通称マコちゃん・デカ男。バスケ部所属。
187cmもの高身長が特徴だが非常に温和な性格で優しく、かなりのお人よし。かつて秋吉に憧れていた。
家がペットショップを経営しており、その跡継ぎとして店をよく手伝っている。犬に関してはもちろん博識。
セバスチャン
声 - 鈴木真仁
渡部家の飼い犬。ヨークシャー・テリアのオス。別名オナモミ（野郎）。
飼い主の京介の影響で少々クールな思考をするものの、丁寧な口調と礼儀正しい振る舞いで愛くるしい外見をした犬。京介のことが大好き。見た目のかわいらしさからよくメスに間違えられる。また怒ると光を放ち、相手の目を眩ませる。タマネギ中毒になった経験あり。
空（そら）
声 - 半場友恵
郁子の近所（アニメには登場していないが、小田切陸の家）に飼われている犬。ミニチュアダックスフントのメス。
男勝りで活発な性格をしており、マメタロウに対して生意気な一面もある。セバスチャンが好き。
幼い頃に皮膚病（かいせん）を患ってしまい、それが原因で外見に自信が無く粗野な言葉遣いをするようになってしまったと思われる。
源（げん）
声 - 大塚明夫
シベリアン・ハスキーのオス。以前恵に飼われていたが、遠吠え・無駄吠えなどが原因で、北海道の岡田ファームに引き取られ、今は岡田の飼い犬となっている。
寡黙で強面の外見をしているが、落ち着いた大人を感じさせる性格。マメタロウたちの中で最年長。
生まれつきの目つきの悪さとっぶっきらぼうな性格のせいで恐れられがちだが、根は優しく兄貴肌。以前は郁子たちの住む町に住んでいたが、北海道で恵と再会した時は、今と昔のご主人との間で心が揺れ動いていたが、真っ暗な森の中で恵を救った事で、心のもやは取れた様子。あとで陣内によって連れてこられた六花と出会い、恋におちる。
ハシブトさん
声 - 大浜直樹
郁子たちが暮らす街に住んでいるハシブトガラス。街の情報屋。
ただし、デマを言う確率が高い。そのデマにマメはよく騙されてしまう。
乃田ショコラ
声 - 金田朋子
シーズーのオスで7歳。わがままで甘えん坊でご主人が大好き。ご主人の「乃田さん」のもとでたっぷり甘やかされて育ったが、とあるきっかけで若月家へ迷い込み、さんざん迷惑をかけた上で飼い主の元へ帰った。
小田切 陸（おだぎり りく）
空の飼い主。郁子たちの一つ下の後輩。淋しがりやで繊細だが天邪鬼だが、根は弟思いの優しい性格。学生特有の複雑な人付き合いに葛藤しており、本人曰く「仲間はいるが、友達はいない」。真夏の暑さに負けて倒れていた所を郁子に助けられてから、郁子の事を本気で好きになった。郁子を、相談相手として親しくしようとしたが接し方がわからず悩み、つい郁子の嫌がることをしてしまう。始めは笑っていた郁子だったが、やがて彼女が陸の態度に戸惑い泣いているか怒っている顔しか見せなくなってからは、もう興味はないと言い、自ら身を引いた。
その天邪鬼で不器用な性格から郁子や秋吉とさまざまなトラブルがあったものの、後に和解し、良い後輩になった。
小田切 海（おだぎり かい）
陸の弟。小学生。幼い頃に高熱を出したことが原因で歩けなくなり、以来車椅子で生活しているが、境遇を悲観せず、明るい性格をしている。友人も多い。兄・陸の事が大好き。
服部 照美（はっとり てるみ）
声 - 山野井仁
高校教師で晃子の夫。古典担当。かつて晃子は照美の勤める高校の生徒だった。
サングラスにスキンヘッドと、見た目はかなり恐くて近寄りがたいが、とっても優しくて料理上手。その原因は晃子と母の仲が悪かったために悩んで頭にハゲができてしまったから。
通称「てるちゃん」。かなり無口な性格。
服部 晃子（はっとり あきこ）
声 - 井上喜久子
旧姓小林晃子。恵の姉であり照美の妻。1児の母でマニアックな少女小説家。通称「あっこちゃん」・「あっこお姉さん」。
かなり夢見がちな性格で少女趣味。仕事中は自分の世界に入り込んでいるために外部の声は一切聞こえない。そのせいで照美が修学旅行へ引率で行った際に浮気と勘違いして、郁子たちを巻き込んで大騒動を起こしたことがある。
六花（ろっか）
服部家で飼われている、スタンダードプードルのメス。陣内によって北海道に連れて来られた。
「六花」という名前は郁子により命名された。名前の由来は白いフワフワの毛が雪の結晶（＝六花）のようだから。源に恋心を抱いている。いつも敬語で話し、礼儀正しく大人しい性格。
岡田さん
声 - 伊藤栄次
源の現在の飼い主であり、牧場主。照美と高校時代の同級生であり、元ヤンでもある。
茶髪ロングの髪の毛とピアスが特徴で、垂れ目。サングラスをかけると見た目が一変し、バイクに乗ると人が変わる。
マリさん
照美・岡田さんと高校時代の同級生でニューハーフ。本名不明。
ツアーガイドに憧れスイスに在住。スイス人のシェフであるジャックという恋人がいる。見た目はたくましく、化粧をとると男前。やはり男であるため、子供を産めないのが一番の悩み。

## 書誌情報

### 単行本
- きら『まっすぐにいこう。』集英社〈マーガレットコミックス〉、既刊26巻（2005年3月25日現在）
  1. 1993年9月29日発売、ISBN 4-08-848141-0
  2. 1994年4月30日発売、ISBN 4-08-848210-7
  3. 1994年8月30日発売、ISBN 4-08-848251-4
  4. 1994年12月21日発売、ISBN 4-08-848289-1
  5. 1995年3月29日発売、ISBN 4-08-848324-3
  6. 1995年8月30日発売、ISBN 4-08-848388-X
  7. 1995年12月20日発売、ISBN 4-08-848441-X
  8. 1996年4月30日発売、ISBN 4-08-848493-2
  9. 1996年8月29日発売、ISBN 4-08-848542-4
  10. 1996年12月21日発売、ISBN 4-08-848590-4
  11. 1997年4月30日発売、ISBN 4-08-848641-2
  12. 1997年8月30日発売、ISBN 4-08-848695-1
  13. 1997年12月22日発売、ISBN 4-08-848746-X
  14. 1998年4月29日発売、ISBN 4-08-848797-4
  15. 1998年9月30日発売、ISBN 4-08-848862-8
  16. 1999年1月30日発売、ISBN 4-08-847015-X
  17. 1999年7月28日発売、ISBN 4-08-847092-3
  18. 2000年1月30日発売、ISBN 4-08-847170-9
  19. 2000年7月25日発売、ISBN 4-08-847252-7
  20. 2000年10月25日発売、ISBN 4-08-847293-4
  21. 2001年2月23日発売、ISBN 4-08-847343-4
  22. 2001年5月25日発売、ISBN 4-08-847375-2
  23. 2001年10月25日発売、ISBN 4-08-847564-X
  24. 2003年3月25日発売、ISBN 4-08-847617-4
  25. 2004年3月25日発売、ISBN 4-08-847731-6
  26. 2005年3月25日発売、ISBN 4-08-847840-1
- きら『OH MY DOG! まっすぐにいこう。〜キキの場合〜』集英社クリエイティブ〈オフィスユーコミックス〉、2021年6月24日発売[3][4]、ISBN 978-4-420-15423-9

### 文庫版
- きら『まっすぐにいこう。』集英社〈集英社文庫〉、既刊15巻（2006年3月17日現在）
  1. 2003年4月18日発売、ISBN 4-08-618048-0
  2. 2003年4月18日発売、ISBN 4-08-618049-9
  3. 2003年4月18日発売、ISBN 4-08-618050-2
  4. 2003年6月18日発売、ISBN 4-08-618051-0
  5. 2003年6月18日発売、ISBN 4-08-618052-9
  6. 2003年8月8日発売、ISBN 4-08-618053-7
  7. 2003年8月8日発売、ISBN 4-08-618054-5
  8. 2003年10月17日発売、ISBN 4-08-618055-3
  9. 2003年10月17日発売、ISBN 4-08-618056-1
  10. 2003年12月12日発売、ISBN 4-08-618134-7
  11. 2003年12月12日発売、ISBN 4-08-618135-5
  12. 2004年7月16日発売、ISBN 4-08-618211-4
  13. 2004年7月16日発売、ISBN 4-08-618212-2
  14. 2005年5月18日発売、ISBN 4-08-618300-5
  15. 2006年3月17日発売、ISBN 4-08-618463-X

## テレビアニメ
第1期は2003年8月18日から8月21日まで、第2期は2004年3月27日から4月1日まで讀賣テレビ放送系で放送。第1期は4話、第2期は5話の全9話。
中川家が声優としてアフレコに参加しており、第1話に剛は犬役、礼二は店長役として出演。最終回には剛のみが犬役として出演し、渡辺久美子と辻谷耕史がバカップルの男女ペア役、当時読売テレビアナウンサーの横須賀ゆきのがレポーター役、はなわがパン屋の店長役で出演。

### スタッフ
- 原作 - きら（集英社刊『コーラス』連載）
- 監督 - 井硲清高
- 構成 - 加藤陽一
- キャラクターデザイン - つなきあき
- 美術監督 - 坂本信人（第1期）、柴田千佳子（第2期）
- 色彩設計 - 有尾由紀子
- 撮影監督 - 松崎信也
- 編集 - 辺見俊夫（第1期）、伊藤潤一（第2期）
- 音楽 - 大島ミチル
- 音響監督 - 岩浪美和
- 音響プロデューサー - 中野徹
- プロデューサー - 斎藤朋之、山口聰
- チーフプロデューサー - 諏訪道彦
- 制作 - よみうりテレビ、ゆめ太カンパニー

### 主題歌
オープニングテーマ「どろぼう」
作詞・作曲・歌 - aiko / 編曲 - 島田昌典
- マキシシングル「アンドロメダ」に収録

エンディングテーマ
「花火」（第1期）
作詞・作曲・歌 - aiko
「れんげ畑」（第2期）
作詞・作曲・歌 - aiko
- 原曲はインディーズCD「GIRLIE」に、放送で使用されたバージョンは「まとめI」に収録されている。

### 各話リスト
| 話数  | サブタイトル           | 脚本     | 絵コンテ | 演出       | 作画監督            |
| 第1期 | 第1期                  | 第1期    | 第1期    | 第1期      | 第1期               |
| ----- | ---------------------- | -------- | -------- | ---------- | ------------------- |
| 1     | 学校へいこう!          | 大和屋暁 | 井硲清高 | 井硲清高   | 森田奈苗            |
| 2     | コンビニへいこう!      | 伊丹あき | 井硲清高 | 井硲清高   | 高橋英吉            |
| 3     | 川原へいこう!          | 三原光尋 | 井硲清高 | 井硲清高   | 高橋英吉            |
| 4     | 正直にいこう!          | 大和屋暁 | 井硲清高 | 井硲清高   | 森田奈苗            |
| 第2期 |                        |          |          |            |                     |
| 5     | さよなら、はなこちゃん | 伊丹あき | 井硲清高 | 井硲清高   | つなきあき 藤岡真紀 |
| 6     | 迷子のショコラちゃん   | 大和屋暁 | 井硲清高 | 井硲清高   | 高橋英吉            |
| 7     | 源さんのかなしみ       | 加藤陽一 | 祝浩司   | 祝浩司     | 小谷杏子            |
| 8     | ジャックとマメの日     | 加藤陽一 | 篠原俊哉 | 三家本泰美 | 西城隆詞            |
| 9     | 吠えろ!源さん          | 伊丹あき | 井硲清高 | 祝浩司     | 佐藤寿子            |

### 放送局
| 放送地域   | 放送局               | 系列                                         | 放送期間                                                                              | 放送日時                                                                              |
| 第1期      | 第1期                | 第1期                                        | 第1期                                                                                 | 第1期                                                                                 |
| ---------- | -------------------- | -------------------------------------------- | ------------------------------------------------------------------------------------- | ------------------------------------------------------------------------------------- |
| 近畿広域圏 | 読売テレビ（制作局） | 日本テレビ系列                               | 2003年8月18日 - 8月21日 10:55 - 11:20 2004年3月22日 - 3月25日 10:55 - 11:20           | 2003年8月18日 - 8月21日 10:55 - 11:20 2004年3月22日 - 3月25日 10:55 - 11:20           |
| 新潟県     | テレビ新潟           | 日本テレビ系列                               | 2003年12月22日 - 12月25日                                                             | 22日 25:23 - 23:53 23日 25:53 - 26:23 24日・25日 26:18 - 26:48                        |
| 関東広域圏 | 日本テレビ           | 日本テレビ系列                               | 2003年9月1日 - 9月22日                                                                | 月曜 25:33 - 26:03 (22日は25:48 - 26:18)                                              |
| 中京広域圏 | 中京テレビ           | 日本テレビ系列                               | 2003年12月6日 - 12月20日                                                              | 土曜 26:55 - 27:25 (20日は 26:30 - 27:20)                                             |
| 山口県     | 山口放送             | 日本テレビ系列                               | 2003年12月28日、6:30 - 7:00 2003年12月30日、10:30 - 11:30 2004年1月6日、10:55 - 11:25 | 2003年12月28日、6:30 - 7:00 2003年12月30日、10:30 - 11:30 2004年1月6日、10:55 - 11:25 |
| 福岡県     | 福岡放送             | 日本テレビ系列                               | 2003年9月29日 - 10月6日                                                               | 月曜 25:28 - 26:18                                                                    |
| 宮崎県     | テレビ宮崎           | フジテレビ系列 日本テレビ系列 テレビ朝日系列 | 2003年10月1日 - 10月22日                                                              | 水曜 15:30 - 15:55                                                                    |
| 第2期      |                      |                                              |                                                                                       |                                                                                       |
| 近畿広域圏 | 読売テレビ（制作局） | 日本テレビ系列                               | 2004年3月27日 、11:25 - 11:55 2004年3月29日 - 4月1日、10:55 - 11:20                   | 2004年3月27日 、11:25 - 11:55 2004年3月29日 - 4月1日、10:55 - 11:20                   |
| 関東広域圏 | 日本テレビ           | 日本テレビ系列                               | 2004年4月9日 - 5月7日                                                                 | 金曜 26:14 - 26:44 (16日は28:29 - 28:59)                                              |